# Il paradosso Hemingway
Il paradosso Hemingway (The Hemingway Hoax) è un romanzo ucronico dello scrittore statunitense Joe Haldeman, pubblicato nel 1990. In Italia è stato tradotto anche con il titolo La burla di Hemingway.

## Storia editoriale
L'idea per la storia venne all'autore durante l'attesa in aeroporto per un volo in ritardo. Conversando con un suo studente che l'aveva accompagnato in macchina alle partenze, Haldeman discusse l'ipotesi che esistesse un romanzo perduto di Ernest Hemingway. L'idea dette immediatamente i suoi frutti e l'autore scrisse rapidamente la bozza del racconto nei successivi giorni. Nel romanzo l'autore ha messo a buon frutto i suoi lunghi studi su Hemingway, introducendo molti elementi autobiografici.
L'opera è stata pubblicata per la prima volta in una versione più corta nell'aprile del 1990 sulla rivista Asimov's Science Fiction vincendo in questo formato, nel 1991, il Premio Hugo per il miglior romanzo breve e il Premio Nebula per il miglior romanzo breve, classificandosi al terzo posto al Premio Locus per il miglior romanzo breve. Due mesi dopo l'uscita del romanzo breve sulla rivista Asimov's Science Fiction, l'opera fu pubblicata su libro, in versione estesa. Quest'ultima edizione contiene sei brevi capitoli in più rispetto alla versione breve; il fatto che tali sezioni contengano riferimenti sessuali assenti nella versione breve, lascia credere che la versione più lunga fu la prima ad essere scritta da Haldeman che ne ha eliminato le scene più passionali accorciandola, per permettere la pubblicazione del racconto sulla rivista.
In Italia il romanzo è stato pubblicato per la prima volta nel 1992 con il titolo Il paradosso Hemingway, ritradotto nel 1993 con il titolo La burla di Hemingway.

## Edizioni
- (EN) Joe Haldeman, The Hemingway Hoax, in Asimov's Science Fiction, n. 155, New York, Davis Publications, aprile 1990.
- Joe Haldeman, Il paradosso Hemingway, traduzione di Anna Montanari, Cosmo. Collana di Fantascienza, n. 229, Milano, Editrice Nord, maggio 1992.
- Joe Haldeman, La burla di Hemingway, in Gardner Dozois (a cura di), Supernovæ, traduzione di Corinna Augustoni, IperFICTION, Milano, Interno Giallo, ottobre 1993, ISBN 8804377682.
- (EN) AA. VV., a cura di Connie Willis, The New Hugo Winners, New York, Baen Pub. Enterprises, 1994, ISBN 0-671-87604-X.
- Joe Haldeman, Il Paradosso Hemingway, in Piergiorgio Nicolazzini (a cura di), I Premi Hugo 1991-1994, traduzione di Anna Montanari, Grandi Opere Nord, n. 27, Milano, Editrice Nord, novembre 1995, ISBN 8842908649.
- (EN) Joe Haldeman, The Hemingway Hoax, in None So Blind: A Short Story Collection, HarperCollins, 1996, ISBN 9780688147792.
- Joe Haldeman, La burla di Hemingway, in Gardner Dozois (a cura di), Millemondi Inverno 1996. Supernovæ. II parte, traduzione di Corinna Augustoni, Millemondi, n. 9, Milano, Mondadori, novembre 1996.
- Joe Haldeman, Il Paradosso Hemingway, in Piergiorgio Nicolazzini (a cura di), I Premi Hugo 1991-1994, traduzione di Anna Montanari, Milano, Euroclub, dicembre 1996.